# Чилібіу
Чилібіу (рум. Cilibiu) — село у повіті Ясси в Румунії. Входить до складу комуни Голеєшть.
Село розташоване на відстані 336 км на північ від Бухареста, 12 км на північний схід від Ясс.

## Населення
За даними перепису населення 2002 року у селі проживали 504 особи, усі — румуни. Усі жителі села рідною мовою назвали румунську.